# VVCS Veldencompetitie
Aan het eind van elk seizoen reikt de Vereniging voor Contractspelers (VVCS) een prijs uit voor het beste voetbalveld van de Eredivisie en Eerste divisie. Deze prijs werd in 2008 door de spelersvakbond in het leven geroepen en wordt uitgereikt aan de veldbeheerder van de winnende club. De ranglijst wordt opgemaakt aan de hand van de waardering van de aanvoerder van de bezoekende ploeg, die wordt gevraagd het veld van de thuisploeg met een cijfer tussen 1 (laagste cijfer) en 5 (hoogste cijfer) na elke wedstrijd objectief te beoordelen. Aan het eind van het seizoen ontstaat zo een gemiddeld waarderingscijfer per veld. De veldbeheerders van PSV en VVV-Venlo waren in 2009 de eersten die de prijs in ontvangst mochten nemen.

## Winnaars

### Eredivisie
| Seizoen    | Club             | Stadion                       |
| ---------- | ---------------- | ----------------------------- |
| 2008/2009  | PSV              | Philips Stadion               |
| 2009/2010  | Feyenoord        | De Kuip                       |
| 2010/2011  | PSV              | Philips Stadion               |
| 2011/2012  | Ajax             | Amsterdam ArenA               |
| 2012/2013  | AZ               | AFAS Stadion                  |
| 2013/2014  | Feyenoord        | De Kuip                       |
| 2014/2015  | Feyenoord        | De Kuip                       |
| 2015/2016  | Feyenoord        | De Kuip                       |
| 2016/2017  | Feyenoord        | De Kuip                       |
| 2017/2018  | Feyenoord        | De Kuip                       |
| 2018/2019  | Feyenoord        | De Kuip                       |
| 2019/2020* | Feyenoord        | De Kuip                       |
| 2020/2021  | Feyenoord        | De Kuip                       |
| 2021/2022  | Feyenoord        | De Kuip                       |
| 2022/2023  | Ajax & Feyenoord | Johan Cruijff ArenA & De Kuip |
| 2023/2024  | Feyenoord        | De Kuip                       |

* Vanwege corona geen officiële winnaar

### Eerste divisie
| Seizoen    | Club            | Stadion                    |
| ---------- | --------------- | -------------------------- |
| 2008/2009  | VVV-Venlo       | Seacon Stadion - De Koel - |
| 2009/2010  | Go Ahead Eagles | De Adelaarshorst           |
| 2010/2011  | RKC Waalwijk    | Mandemakers Stadion        |
| 2011/2012  | Willem II       | Koning Willem II-stadion   |
| 2012/2013  | Go Ahead Eagles | De Adelaarshorst           |
| 2013/2014  | Willem II       | Koning Willem II-stadion   |
| 2014/2015  | N.E.C.          | Goffertstadion             |
| 2015/2016  | NAC Breda       | Rat Verlegh Stadion        |
| 2016/2017  | NAC Breda       | Rat Verlegh Stadion        |
| 2017/2018  | N.E.C.          | Goffertstadion             |
| 2018/2019  | FC Twente       | Grolsch Veste              |
| 2019/2020* | NAC Breda       | Rat Verlegh Stadion        |
| 2020/2021  | Jong Ajax       | Sportpark De Toekomst      |
| 2021/2022  | ADO Den Haag    | Cars Jeans Stadion         |
| 2022/2023  | ADO Den Haag    | Bingoal Stadion            |
| 2023/2024  | ADO Den Haag    | Bingoal Stadion            |

* Vanwege corona geen officiële winnaar